# عبد الله بن أبي طلحة الأنصاري
عبد الله بن أبي طلحة الأنصاري (8 هـ - 84 هـ)، تابعي ومُحدث ثقة قليل الحديث، من كبار التابعين، أبوه الصحابي أبو طلحة الأنصاري.

## سيرته
هو عَبْدُ اللَّهِ بْنُ أَبِي طَلْحَةَ زَيْدُ بْنُ سَهْلِ بْنِ الْأَسْوَدِ بْنِ حَرَامٍ الْأَنْصَارِيُّ، أَخُو أنس بن مالك لِأُمِّهِ، أبوه الصحابي أبو طلحة الأنصاري، وأمه أم سليم بنت ملحان، يُكنى أبو يحيى، كانت أمّ سُليم حاملًا بعبد الله في غزوة حنين وقد شهدت حُنينًا. ولم يزل عبد الله بالمدينة المنورة في دار أبي طلحة. وهو الذي حملت به أم سليم ليلة مات ولدها، فكتمت خبر موت ولدها عن أبي طلحة، وتصنعت له حتى أتاها، وحملت بعبد الله. فعن أنس بن مالك قال:
| عبد الله بن أبي طلحة الأنصاري | كان ابن أبي طلحة يشتكي فخرج أبو طلحة فقُبض الصبيّ، فلمّا رجع قال: ما فعل ابني؟ قالت أمّ سُليم: هو أسكنُ ما كان. فقرّبت إليه العشاء فتعشّى ثمّ أصاب منها فلمّا فرغ قالت: واروا الصبيّ. فلمّا أصبح أبو طلحة أتَى رسول الله صَلَّى الله عليه وسلم، فأخبره فقال: "أعْرستم الليلة؟" قال: نعم، فقال: "اللهمّ بارك لهما" فولدت غلامًا فقال لي أبو طلحة: احْفَظْه حتى نأتي به رسول الله. فأتَى به النبيّ صَلَّى الله عليه وسلم، وبعث معه تمرات فأخذه النبيّ صَلَّى الله عليه وسلم، وقال: "أمعه شيء؟" قالوا: نعم تمرات. فأخذها النبيّ فمضغها ثمّ أخذ من فيه فجعله في في الصبيّ وحنّكه وسمّاه عبد الله. | عبد الله بن أبي طلحة الأنصاري |

نشأ عبد الله وقرأ العلم. وجاءه عشرة أولاد قرأوا القرآن، وروى أكثرهم العلم، منهم إسحاق بن عبد الله بن أبي طلحة شيخ مالك بن أنس، وعبد الله بن عبد الله بن أبي طلحة، وعمرو بن عبد الله بن أبي طلحة، ويعقوب بن عبد الله بن أبي طلحة. مات بالمدينة المنورة سنة 84 هـ، وقيل في خلافة الوليد بن عبد الملك.

## روايته للحديث النبوي
- روى عن: أخيه لأمه أنس بن مالك وأبيه أبي طلحة الأنصاري.[4]
- روى عنه: إسحاق بن عبد الله بن أبي طلحة، وعبد الله بن عبد الله بن أبي طلحة، ويحيى بن إسماعيل بن عبد الله، وأبو طوالة الأنصاري، وسليمان مولى الحسن بن علي وغيرهم.[1][4]
- الجرح والتعديل: روى له مسلم بن الحجاج والنسائي.[4]